# Borghetto di Vara
Borghetto di Vara är en ort och kommun i provinsen La Spezia i regionen Ligurien i Italien. Kommunen hade 901 invånare (2018).